# Capodimonte
Capodimonte é uma comuna italiana da região do Lácio, província de Viterbo, com cerca de 1.686 (Cens. 2001) habitantes. Estende-se por uma área de 61,25 km², tendo uma densidade populacional de 27,53 hab/km². Faz fronteira com Bolsena, Gradoli, Latera, Marta, Montefiascone, Piansano, San Lorenzo Nuovo, Tuscania, Valentano.

## Demografia
| Variação demográfica do município entre 1861 e 2011                               |
|                                                                                   |
| Fonte: Istituto Nazionale di Statistica (ISTAT) - Elaboração gráfica da Wikipedia |